# Abdel Azim Ashry
Abdel Azim Mohamed Ashry (arabisch عبد العظيم عشري, DMG ʿAbd al-ʿAẓīm ʿAšrī; * 31. Oktober 1911 in Kairo; † 2. März 1997 ebenda) war ein ägyptischer Basketballspieler, -schiedsrichter und Sportfunktionär.

## Biografie
Abdel Azim Ashry spielte in den 1930er und 1940er Jahren Basketball in der ersten Liga Ägyptens. Fortan war er als Schiedsrichter aktiv. In dieser Funktion leitete er die Finalspiele der Olympischen Sommerspiele 1948 und 1952. Des Weiteren war er Schiedsrichter der ersten beiden Weltmeisterschafts-Endspiele.
Von 1972 bis 1985 war er Präsident des ägyptischen Basketballverbands, zudem hatte er zwischen 1978 und 1985 das Präsidentenamt des Ägyptischen Olympischen Komitees inne.
Des Weiteren war Ashry von 1965 bis 1997 Generalsekretär der AFABA.
1985 erhielt Ashry den Olympischen Orden in Silber, wurde er 1997 mit der FIBA Order of Merit ausgezeichnet. 2007 wurde er posthum in die neu gegründete FIBA Hall of Fame aufgenommen.